# Cyrtodactylus albofasciatus
Espèce
Synonymes
- Gymnodactylus albofasciatus Boulenger, 1885
- Geckoella albofasciatus (Boulenger, 1885)

Statut de conservation UICN

 LC  : Préoccupation mineure
Cyrtodactylus albofasciatus est une espèce de geckos de la famille des Gekkonidae.

## Répartition
Cette espèce est endémique d'Inde. Elle se rencontre au Maharashtra, à Goa et au Karnataka dans les Ghâts occidentaux.

## Description
C'est un gecko insectivore, nocturne et terrestre.

## Taxinomie
Cette espèce été décrite sous le nom de Gymnodactylus albofasciatus puis considérée comme synonyme de Cyrtodactylus deccanensis avant d'être rétablie par Bauer et Giri, 2004.

## Publication originale
- Boulenger, 1885 : Catalogue of the lizards in the British Museum (Natural History) I. Geckonidae, Eublepharidae, Uroplatidae, Pygopodidae, Agamidae. Second edition, London, vol. 1, p. 1-436 (texte intégral).